# Kumlinge
Kumlinge este o comună din Finlanda.